# Martin Götze (Bildhauer)

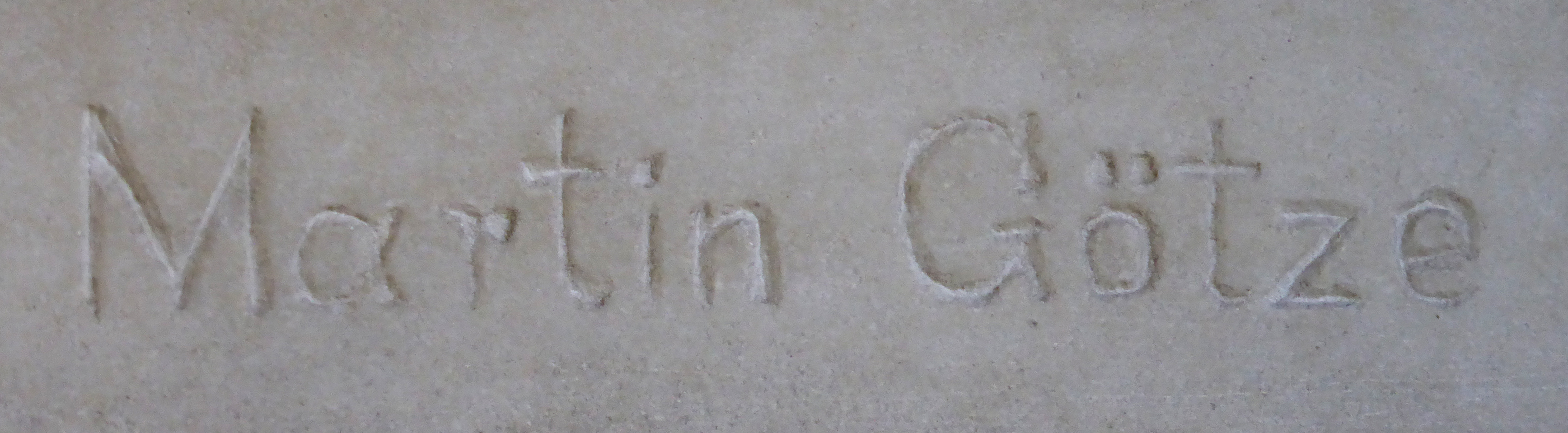
Martin Götze – Signatur

Ernst Martin Götze (* 28. März 1865 in Callnberg bei Lichtenstein; † 5. Dezember 1928 in Berlin) war ein deutscher Bildhauer und Medailleur.

## Leben
Martin Götze, Sohn eines Webermeisters, besuchte die Volksschule und erlernte anschließend das Weberhandwerk, bevor er an der Kunstgewerbeschule Leipzig Holzbildhauerei studierte. Zur gleichen Zeit arbeitete er im Atelier des Bildhauers Melchior zur Strassen. 1893 erhielt er einen größeren Auftrag in Hamburg und hatte für einige Jahre seinen Wohnsitz in Uetersen. Dort schuf er in seinem Atelier unter anderen die mahnende Engelsstatue am Frontispiz der ehemaligen Kapelle des Alten Friedhofs und weitere Statuen für verschiedene Grabstätten. Die mahnende Engelsstatue an der ehemaligen Kapelle wurde 1967 bei den Abrissarbeiten der Kapelle zerstört.
Um das Jahr 1900 ist er in Berlin ansässig und stellt regelmäßig auf der Großen Berliner Kunstausstellung aus. Insbesondere entstanden in seinem Atelier Büsten und Kleinbronzen. Große Erfolge als Denkmalsplastiker blieben ihm verwehrt. Götze sollte für Kaiser Wilhelm II. 1903 eine Büste Theodor Mommsens für die Walhalla bei Regensburg modellieren, die dort jedoch nie aufgestellt worden ist. Seine größten bekannten Arbeiten sind das Hardenberg-Denkmal am Dönhoffplatz in Berlin und der König-Albert-Brunnen in seiner Vaterstadt Lichtenstein-Callnberg. Dort gibt es heute eine Martin-Götze-Straße.
Das genaue Sterbedatum Götzes ist unbekannt und wird gelegentlich mit 1931 angegeben. Das Berliner Tageblatt meldete seinen Tod am 5. Dezember 1928. Auch nach Willi Wohlberedt ist er 1928 auf dem Neuen Johannis-Friedhof am Plötzensee in Berlin-Plötzensee beigesetzt worden.

## Werke
| Bezeichnung                                   | Bild  | Standort Verbleib                       | Art Material     | Datierung | Weitere Informationen                                    |
| --------------------------------------------- | ----- | --------------------------------------- | ---------------- | --------- | -------------------------------------------------------- |
| Mahnende Engelsstatue                         |       | Uetersen, Friedhofskapelle zerstört     | Statue           | 1893      | bei Abrissarbeiten 1967 zerstört                         |
| Herzog Wilhelm von Württemberg                |       |                                         | Büste            | 1900      | Große Berliner Kunstausstellung                          |
| Ruhm der Arbeit                               |       |                                         | Statuette Bronze | 1900      | Guss Gladenbeck (54 cm)                                  |
| Arbeit krönt                                  | Abb.  |                                         | Statuette Bronze |           | Guss Gladenbeck (36 cm)                                  |
| Triumph der Arbeit                            |       |                                         | Statuette Bronze | 1900      | Guss Gladenbeck (49 und 38 cm)                           |
| Junger Geiger                                 |       |                                         | Statuette Bronze | 1900      | (43 cm)                                                  |
| Vor dem Bade                                  |       |                                         | Statuette Bronze | 1906      | Guss Gladenbeck (44 cm); Große Berliner Kunstausstellung |
| Traubenesserin                                |       |                                         | Statuette Bronze | 1906      | Große Berliner Kunstausstellung                          |
| Totenmaske Kaiser Wilhelm I.                  |       |                                         | Totenmaske       | 1906      | Große Berliner Kunstausstellung                          |
| Karl August von Hardenberg                    |       | Berlin zerstört rekonstruiert           | Standbild Bronze | 1907      | um 1946/48 zerstört; 2006 rekonstruiert                  |
| Karl August von Hardenberg                    |       | Privatbesitz                            | Statuette Bronze | 1907      | Replik des Denkmals                                      |
| Huldrych Zwingli                              |       | Berlin, Zwinglikirche erhalten          | Standbild Bronze | 1907      |                                                          |
| Gustav II. Adolf                              |       | Berlin, Zwinglikirche erhalten          | Standbild Marmor | 1907      |                                                          |
| Joachim II.                                   |       | Berlin, Zwinglikirche erhalten          | Standbild Marmor | 1907      |                                                          |
| Hermann von Budde                             |       | Deutsches Technikmuseum Berlin erhalten | Büste Bronze     | 1909      | Guss Gladenbeck                                          |
| Hermann von Budde                             |       |                                         | Medaille Bronze  | 1909      |                                                          |
| Karl von Thielen                              |       | Deutsches Technikmuseum Berlin erhalten | Büste Marmor     | 1910      | ehemals im Verkehrs- und Baumuseum                       |
| Albert von Maybach                            |       | Deutsches Technikmuseum Berlin erhalten | Büste Marmor     | 1910      | ehemals im Verkehrs- und Baumuseum                       |
| Dame mit Windspiel                            |       |                                         | Statuette Bronze | 1910      | Guss Heinze & Co., Berlin (46 cm)                        |
| Blutsauger im Weltkriege                      | siehe |                                         | Medaille Eisen   | 1915      | als ein wichtiges Beispiel expressionistischer Medaillen |
| König-Albert-Brunnen                          |       | Lichtenstein-Callnberg                  | Brunnen Bronze   | 1905      |                                                          |
| Martin Luther                                 |       |                                         | Statuette Bronze |           |                                                          |
| Traumverloren                                 |       |                                         | Statuette Bronze |           |                                                          |
| In Gedanken                                   |       |                                         | Statuette Bronze |           |                                                          |
| Friede auf Erden                              |       |                                         | Statuette Bronze |           | (55 cm)                                                  |
| Echo                                          |       |                                         | Statuette Bronze |           |                                                          |
| Liebesfrühling                                |       |                                         | Statuette Bronze |           |                                                          |
| Ruhm (Sieg)                                   |       |                                         | Statuette Bronze |           |                                                          |
| Abschied                                      |       |                                         | Statuette Bronze |           |                                                          |
| Fußballspieler                                |       |                                         | Statuette Bronze |           | Guss Gladenbeck (36 cm)                                  |
| Kind mit Jagdhund (Kannst du nicht sprechen?) |       | Privatbesitz                            | Statuette Bronze |           | Guss Gladenbeck (13 cm)                                  |
| Lauschende                                    |       |                                         | Statuette Bronze |           | Guss Gladenbeck (43 cm)                                  |
| Venus in der Schmiede des Vulkan              | Abb.  |                                         | Statuette Bronze |           | Guss Gladenbeck (41 cm), 2009 versteigert                |